# DragonForce
DragonForce — гурт з Великої Британії, що грає в стилі пауер-метал. Група була створена в 1999 році гітаристами Германом Лі та Семом Тотманом і відома своїми довгими та швидкими гітарними соло, текстами пісень на фантастичну тематику, та звучанням під впливом ретро-відеоігор. Поточний склад DragonForce включає Германа Лі, Сема Тотмана, вокаліста Марка Хадсона та барабанщика Джі Анзалоне. Протягом своєї кар'єри група пережила ряд змін у складі; протягом довгого часу в групу входили вокаліст Зіппі Терт, клавішник Вадим Пружанов, барабанщик Дейв Макінтош та басист Фредерік Леклерк.

## Історія

### Ранні роки, Valley of the Damned та Sonic Firestorm

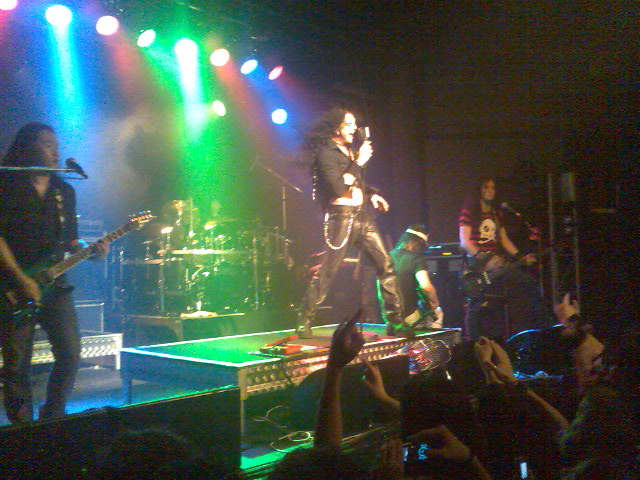
концерт у Мельбурні, 2007

Гурт DragonForce був створений гітаристами Семом Тотманом та Германом Лі, котрі вже мали музичний досвід, граючи в хеві-метал гурті Demoniac. Спочатку гурт мав назву DragonHeart. Швидко за оголошенням був знайдений вокаліст Зіппі Терт, а ще через деякий час до гурту приєднались барабанщик Матей Сетінк, басист Стів Скотт та клавішник Стів Вільямс. Сетінк покинув групу у грудні 1999 року, щоб продовжити навчання у Словенії, тому група найняла Пітера Ханта для запису барабанів для їх демо-альбому перед тим, як знайти Дід'є Альмузні. Група також розлучилася зі Скоттом, який приєднався до Shadowkeep у 2000 році. Вільямс зробив невелику перерву, а згодом знову приєднався до групи, коли вони записали демо-альбом з Клайвом Ноланом як сесійним учасником на клавіатурах пізніше того ж року, але ще раз пішов знову в грудні 2000 року, за кілька днів до гастрольного туру групи з Halford та Stratovarius для просування демо-альбому, і створив свою власну групу Power Quest. Басист Діккон Харпер приєднався до групи в листопаді того ж року, а клавішник Вадим Пружанов приєднався до групи в лютому 2001 року, щоб завершити склад для запису дебютного студійного альбому.
Хоча це був незалежний реліз, їхнього демо було достатньо, щоб зробити їх однією з найпопулярніших павер-метал груп у Великій Британії на той час. Їх пісня «Valley of the Damned» була випущена як їх дебютний сингл незабаром після того, як вони назавжди змінили свою назву на DragonForce у 2002 році (після того, як дізналися, що інша павер-метал група вже мала назву DragonHeart). Разом із піснею було випущено промо-відео з живими кадрами з їхнього туру по Європі. Пісня також мала величезний успіх на MP3.com, де вона посідала перше місце протягом 2 тижнів як найбільш завантажувана пісня. У 2002 році група підписала контракт із Noise Records і розпочала запис дебютного альбому, Valley of the Damned. Харпер записав бас-гітару для альбому, але покинув групу в 2002 році через проблему сухожиль, яка вимагала операції. Головний трек, перевиданий в рамках просування альбому, є однією з найвідоміших пісень DragonForce на сьогоднішній день і є основним елементом їх живих виступів донині. Тур групи в підтримку Valley of the Damned тривав до 2004 року, а завершився в Токіо, Японія.
Другий студійний альбом DragonForce, Sonic Firestorm, виявився ще більш успішним, ніж їх попередній альбом, за допомогою головного синглу альбому «Fury of the Storm». Sonic Firestorm був першим альбомом DragonForce, в якому виступили новий басист Адріан Ламберт і барабанщик Дейв Макінтош. Коли Макінтош увійшов до групи в 2004 році, вони почали називати свій стиль музики «екстремальним павер-металом» завдяки його швидким бласт-бітам та подвійній бас-бочці. Тур був довшим, ніж попередній тур групи в підтримку Valley of the Damned, і він включав набагато більше хедлайнерів. Група гастролювала з багатьма відомими металевими групами, такими як W.A.S.P. та Iron Maiden. В альбомі вони також додали відео-коментар, присвячений створенню Sonic Firestorm.

### Inhuman Rampage та Ultra Beatdown (2005—2009)
Група стала мейнстримною після свого третього альбому Inhuman Rampage, який вийшов 9 січня 2006 року після підписання контракту з Roadrunner Records. Перша пісня в альбомі, «Through the Fire and Flames», є, мабуть, їх найвідомішою піснею на сьогоднішній день, вона є у відеоіграх Guitar Hero III: Legends of Rock, Guitar Hero: Smash Hits та Brütal Legend, і як вміст, який можна завантажити для франшизи Rock Band. Колишній фронтмен Demoniac Ліндсі Доусон виступив бек-вокалістом альбому. У листопаді 2005 року, перед випуском альбому, Ламберт покинув групу, щоб виховувати свого новонародженого сина, і Фредерік Леклерк приєднався до групи на залишок туру Sonic Firestorm. Пізніше Леклерк став офіційним членом групи в січні 2006 року після випуску Inhuman Rampage, а також був представлений у кліпі групи до їх другого синглу з альбому «Operation Ground and Pound». Пізніше сингл «Through the Fire and Flames» досяг золотого статусу в США та Канаді.
DragonForce здійснили гастролі з групами Disturbed та Slipknot під час фестивалю Mayhem у 2008 році; Потім група повернулася восени, випустивши четвертий студійний альбом Ultra Beatdown. Ведучий сингл альбому «Heroes of our Time» 3 грудня 2008 року був номінований на премію «Греммі» за найкращий метал-виступ, але програв пісні гурту Metallica «My Apocalypse». Коротка версія «Heroes Of Our Time» також представлена у відеоігрі Skate 2, а повна версія в NHL 10. 22 січня 2009 року кліп на їх пісню «The Last Journey Home» вийшов на Xbox Live Community за тиждень до онлайн виходу.
Гурт здійснив світове турне Ultra Beatdown у Європі, Північній Америці та Південній Америці. Вони мали зіграти в Південній Америці в травні, але тур відклали через спалах свинячого грипу. Вони виступили на фестивалі «Два дні на тиждень» у місті Візен, Австрія, 4 вересня, перед тим, як виступити в США та Канаді з 15 вересня по 11 жовтня, зі спеціальними гостями Sonata Arctica та Taking Dawn. Наступний етап туру був у Німеччині, з 16 по 30 жовтня, а потім 31 жовтня відбувся один виступ у Люксембурзі. Згодом вони поїхали до Південної Америки, щоб виступити з концертами в Курітібі, Порто-Алегрі, Сан-Паулу, Мехіко, Сантьяго, Буенос-Айресі та Боготі з 6 по 14 листопада. Заключна частина туру була повністю проведена у Великій Британії з 19 листопада по 12 грудня.

### Вихід Терта з групи та Twilight Dementia
Наприкінці 2009 року Лі заявив, що DragonForce припинить гастролі в грудні і проведе Різдво вдома, перш ніж почати писати та записувати свій наступний студійний альбом у січні. 22 лютого 2010 року група перевипустила свої перші два альбоми — Valley of the Damned і Sonic Firestorm. Valley of the Damned включала реміксовані та ремастеризовані треки, в той час як обидва альбоми включали бонусні треки, оновлену упаковку та DVD-диски із живими виступами, коментарями та іншим. Обидва альбоми також були випущені в коробці, яка включала футболку, медіатори та надувну гітару.
8 березня 2010 року через звукозаписний гурт групи, Roadrunner, було оголошено, що Терт розлучився з DragonForce через «непереборні розбіжності в музичних вкусах», і що група шукатиме нового фронтмена. Наступного дня група опублікувала заяву, яка підтверджує новини та містить посилання на запит на прослуховування.

Група випустила свій перший концертний альбом Twilight Dementia 13 вересня 2010 року в Європі та 14 вересня 2010 року в США та Канаді. Обкладинка альбому, назва та дата виходу були оприлюднені на офіційному вебсайті групи 22 червня 2010 року. Виступи були записані на заключному етапі світового туру Ultra Beatdown. Щодо альбому, Лі заявив:
|  | Протягом багатьох років шанувальники просили нас записати концертний альбом, але, чесно кажучи, у нас ніколи не було часу через наші гастрольні зобов'язання та запис студійних альбомів. Однак через переважну кількість позитивних відгуків від шанувальників у світовому турі Ultra Beatdown, ми вирішили нарешті реалізувати цю ідею... Ці записи справді дуже детально фіксують справжню звукову енергію шоу DragonForce. Це настільки реально, що ви можете почути шум натовпу і пережити шоу, як це було тієї ночі - ви навіть можете почути, як наступають на гітарні педалі! Оригінальний текст (англ.) For years, fans have been asking us to record a live album, but honestly, we never really had the time due to our worldwide touring commitments and studio album recording. However, due to the overwhelmingly positive feedback from fans on the Ultra Beatdown world tour, we decided to finally put some real thought into it... These recordings really capture the raw sonic energy of a DragonForce show in fine detail. It is so real that you can hear the noise of the crowd and experience the show as it was that night – you can even hear the guitar pedals being stepped on! |

Потім група почала працювати над своїм новим студійним альбомом на початку 2010 року, записуючи в різних студіях Каліфорнії, Лондона та Півдня Франції. Пізніше група підтвердила, що буде відкривати шоу Iron Maiden на двох британських концертах у серпні 2011 року — першого на Odyssey Arena в Белфасті 3 серпня, а другого на The O2 Arena в Лондоні 5 серпня. 2 березня 2011 року DragonForce оголосили про свого нового вокаліста Марка Хадсона. Гадсон мав попередній досвід виступу в групі, але до приєднання до DragonForce не був професійним музикантом. Його першим виступом з DragonForce було відкриття шоу для групи в Iron Maiden у серпні 2011 року, де вони дебютували нову пісню під назвою «Cry Thunder».

### The Power Within та Maximum Overload (2012—2015)
DragonForce випустили свій п'ятий студійний альбом, The Power Within, 15 квітня 2012 року. Вокалистка Mediæval Bæbes та Pythia Емілі Овенден, внесла в альбом бек-вокал. Під час свого північноамериканського туру група виконала нову пісню під назвою «Fallen World», а також «Cry Thunder». Починаючи з кінця вересня 2012 року, група вирушила в тур по Великій Британії та Ірландії, і її підтримали The Defiled, Cavorts та Alestorm. DragonForce також грали на фестивалі Soundwave в Австралії в лютому 2013 року.
12 квітня 2013 року група оголосила, що концерти у підтримку The Power Within завершені, і 19 травня 2013 року DragonForce підписав контракт з Fascination Street Studios в Швеції з Єнсом Богреном як продюсером шостого альбому групи Maximum Overload. 31 березня 2014 року стало відомо, що відомий вокаліст/гітарист Trivium Метт Гіфі з'явиться як бек-вокаліст альбому, і що Емілі Овенден повернеться після надання бек-вокалу для The Power Within. 3 червня 2014 року DragonForce оголосив, що вони розлучилися з Дейвом Макінтошем і взяли у гурт колишнього барабанщика Braindamage та Kill Ritual Джі Анзалоне. Maximum Overload було видано у Великій Британії 18 серпня, в Північній Америці 19 серпня та в Австралії 22 серпня, а спеціальне видання, що включало п'ять бонусних пісень, було випущено в Японії 19 серпня (тієї ж дати, що й звичайний випуск у Північній Америці) та в Австралії 22 серпня, одночасно з виходом звичайного видання. Для просування альбому група розпочала своє друге світове турне, яке розпочалося в Единбурзі 17 вересня і закінчилося в Брюсселі, Бельгія, 1 лютого 2015 року.
2 лютого DragonForce оголосили, що випустять свій перший DVD із живими віступами, а саме запис їх виступу на фестивалі Loud Park 2014 під назвою In the Line of Fire… Larger than Live. Група виступила на Download Festival у червні 2015 року, з несподіваним виступом Babymetal під час сету. DragonForce потім виступить допоміжним гуртом Babymetal на Metal Hammer Golden Gods 2015 (Лі і Тотман раніше співпрацювали на треку «Road of Resistance» для Babymetal).

### Reaching into Infinity (2016—2017)
У квітні 2016 року група випустила збірник Killer Elite: the Hits, the Highs, the Vids, на якому є подвійний компакт-диск з найбільшими хітами групи, а також DVD, що містить відео, випущені групою. Група також розпочала «Killer Elite World Tour» на підтримку релізу. У липні 2016 року DragonForce опублікували заяву про поганий стан здоров'я Марка Хадсона, в якій виявилося, що він був під наглядом лікарів і не міг виступити на фестивалі Metal Days Festival в Словенії та Benatska! Festival у Чехії, тому був замінений Пер Фредріком Аслі на ці два шоу. Але Марк ще не міг виступати, тому надалі замість нього виступав вокаліст Power Quest Алесіо Гаравелло, на фестивалі Leyendas del Rock Festival в Іспанії та концерті More//Than у Словаччині. DragonForce завершили свій «Killer Elite World Tour» на безкоштовному шоу в Ункасвіллі, штат Коннектикут, 11 вересня. 11 листопада DragonForce виступили на Pulp Summer Slam 2017 на Філіппінах.

Під час інтерв'ю Alto Music на зимовому шоу NAMM 2017 Лі сказав, що група вкладає «останні штрихи» у свій майбутній сьомий альбом. У лютому 2017 року група розкрила фрагменти обкладинки альбому в своєму акаунті в Instagram, а назвою альбому виявилась Reaching into Infinity. 9 лютого група опублікувала деталі нового альбому на своєму офіційному вебсайті, включаючи дату виходу та формат. Леклерк також дав уявлення про процес запису альбому. «Ми вилітали, граючи на фестивалі, потім знову в студію, потім знову», — сказав Леклерк, який займався написанням більшості пісень на альбомі. 
Це було дуже напружено і дуже втомливо… Я кілька разів нервував — я думаю, що всі ми в якийсь момент це зробили, тому що ми не хотіли доставити нічого, крім найкращого. Я думаю, ми довели, що грати швидко — це щось ми добре вміли, тому цього разу я хотів внести ще більше різноманітності в нашу музику. Чудово кинути виклик собі, замість того, щоб залишатися в зоні комфорту.
Reaching into Infinity був випущений 19 травня 2017 року.
Музичне відео на «Ashes of the Dawn» було випущено 15 травня 2017 року. Клавішник Вадим Пружанов не був присутній у кліпі, ані в жодному з шоу, що відбувались на момент запису альбому. У відео, опублікованому на його офіційному каналі YouTube, він пояснив, що хоче мати більше часу для своєї доньки і що через обмеження контракту йому доводиться вибирати між виступами у всіх або жодному з шоу. Він обрав другий варіант і також відсутній в рекламному турі альбому. Power Quest підтримав DragonForce як спеціальних гостей британського етапу для Reaching Into Infinity World Tour, підтримуючи власний новий альбом Sixth Dimension. 13 липня група оголосила, що шведська група Twilight Force підтримає групу під час європейського етапу Reaching Into Infinity World Tour. 21 вересня 2017 року вийшов музичний кліп на «Midnight Madness», який задокументував створення цієї пісні у Fascination Street Studios. 15 жовтня гуртом було оголошено, що вони виступатимуть як хедлайнерська група на Vagos Open Air у 2018 році, однак 20 січня 2018 року вони опублікували заяву, в якій сказали, що вони не будуть брати участь через «незалежні від них обставинах». 20 грудня було оголошено, що група виступить на фестивалі Skogsröjet у Реймйрі, Швеція, у серпні 2018 року.

### Зміни у складі та Extreme Power Metal (2018—2019)
У січні 2018 року було оголошено, що група виступить на фестивалі Area 53 у місті Леобен, Австрія, в липні, та на головній сцені Download Festival вперше з 2009 року в червні. У квітні 2018 року група оголосила про випуск ремастеризованої версії The Power Within під назвою Re-Powered Within. Лі заявив: «Мені подобається, як вийшов Re-Powered Within. Ми здійснили ремікс і ремастеринг оригінальної музики з більш сучасною постановкою, у руслі наших останніх двох релізів. Результат — чіткіший та потужніший звук. Фанати зможуть слухати музику більш докладно, почувши частини, які вони раніше не чули так добре, це внесе новий азарт у пісні, які ми любимо ще більше зараз». Re-Powered Within вийшов 4 травня 2018 року. У жовтні DragonForce оголосив, що вони увійшли в студію разом з Дейміеном Рейно, який раніше міксував і мастерирував пісні для групи, щоб працювати над своїм восьмим студійним альбомом, і що група приєднається до Megadeth на їхньому MEGACruise в жовтні 2019 року.
10 червня 2019 року, після більш ніж двох років бездіяльності у DragonForce, Пружанов оголосив на своїй сторінці у Facebook, що офіційно покинув групу в травні 2018 року. У липні 2019 року був оголошений восьмий студійний альбом групи Extreme Power Metal, який було випущено 27 вересня 2019 року, а також було випущено кліп на «Highway to Oblivion». Клавішник Epica Коен Янссен записав клавішні для нового альбому. У серпні 2019 року Фредерік Леклерк оголосив, що покине групу, щоб зайнятися іншими проектами; пізніше група підтвердила від'їзд Леклерка, а YouTube-відеоблогер і музикант Стів Терреберрі буде грати на бас-гітарі на дати туру групи в США. Зрештою Терреберрі вийшов з туру перед тим, як грати шоу через свою тривогу, і він опублікував відео на своєму каналі YouTube, де пояснює своє рішення. Басист Once Human Деміен Рейно, який також спродюсував Extreme Power Metal, у результаті взяв на себе басові обов'язки.

### Нові турові учасники та майбутні альбоми (2020–сьогодення)
У січні 2020 року Алісія ВІхіль стала новим гастрольним басистом групи, починаючи з їхнього європейського туру. У березні Анзалоне потрапив до лікарні з міокардитом і був змушений пропустити турне DragonForce по Сполучених Штатах, а Аквілес Прістер замінив його на турне, доки його не скасували через пандемію COVID-19. У квітні Лі заявив, що група вирішила використати час локдауну для написання нової музики для «нового альбому, який не виходитиме віками», в той же час заявивши, що вони розглядають можливість набору Віхіль як свого наступного постійного басиста.
Перебуваючи в карантині, DragonForce писали і записували пародійні пісні в стилі таких груп, як Rammstein, Amon Amarth, Blink-182 та Nightwish, а також співпрацювали з Джарет Реддік з Bowling For Soup. У лютому 2021 року група оголосила, що професійно запише ці пісні та випустить їх в альбомі пізніше цього року, перш ніж написати наступний справжній альбом.
У березні 2022 року Герман Лі розповів, що гурт написав "багато музики" для свого наступного альбому, але наразі перебуває у пошуках нового контракту на запис. Він додав, що музика, яку вони написали, "буде епічною, тріумфальною, веселою, запам'ятовується і піднімає настрій. Ми збираємося продовжувати звучати як DragonForce".
На початку 2022 року гурт відправився в турне зі своїм альбомом "Extreme Power Metal" по Північній Америці з групами Firewind, Visions of Atlantis і Seven Spires. Наприкінці 2022 року вони змогли продовжити турне Extreme Power Metal у Європі з Powerwolf і Warkings.
Гурт DragonForce підписали угоду з Napalm Records на випуск майбутнього альбому. 14 вересня 2023 року гурт випустив новий сингл під назвою "Doomsday Party".
18 жовтня 2023 року гурт випустив другий сингл альбому "Power of the Triforce" разом із супровідним музичним відео. Того ж дня гурт оголосив, що їх дев'ятий студійний альбом "Warp Speed Warriors" вийде 15 березня 2024 року. 1 грудня 2023 року разом з гуртом Елізою Рюд, Amaranthe було вимущено відео кліп на пісню "Doomsday Party".
15 лютого 2024 року гурт випустив кавер на пісню Тейлор Свіфт "Wildest Dreams (Taylor's Version)" через свій офіційний канал на YouTube, який увійшов до альбому як бонус-трек.

## Музичний стиль
Своєрідний стиль DragonForce надають високошвидкісні гітари Сема Тотмана і Германа Лі. При грі в високому темпі і на високих ладах та використанні швидких арпеджіо і коротких бендів, звучання їх гітар стає схожим на звучання чіптюнів, які широко використовувалися в музиці відеоігор третього покоління. Гурт часто віддає данину цьому впливу у своїх кліпах.
Герман Лі сказав в інтерв'ю журналу Guitar World: «„Nintendo метал“, „Екстремальний пауер-метал“, „Bon Jovi на швидкості“, „Journey зустрілися зі Slayer“… люди завжди вигадують дивні ярлики для нас». Іноді стиль групи називають спід-металом. Самі музиканти воліють називати свій стиль пауер-металом.

## Деякі факти
Найдовшою піснею DragonForce довгий час була «Soldiers of the Wasteland» з альбому Sonic Firestorm (9:46), але вона й досі містить найдовше гітарне-соло (3:57). Наразі найдовшою піснею гурту є The Edge of the World з альбому Reaching into Infinity (11:04).
Найшвидшою піснею є «The Game» з альбому Maximum Overload зі швидкістю 240 BPM.

## Учасники
Поточні члени
- Марк Хадсон — вокал (2011 — по теперішній час)
- Герман Лі — гітара, бек-вокал (1999 — по теперішній час)
- Сем Тотман — гітара, бек-вокал (1999 — по теперішній час)
- Джі Анзалоне — барабани, перкусія, бек-вокал (2014 — по теперішній час)

Турові учасники
- Алісія Віхіль — бас, бек-вокал (2020 — по теперішній час)
- Демієн Рейно — бас, бек-вокал (2019)
- Аквілес Прістер — барабани (2020)
- Крістіан Віртл — барабани (2003)

Колишні члени
- Зіппі Терт — вокал (1999—2010)
- Стів Скотт — бас, бек-вокал (1999—2000)
- Діккон Харпер — бас (2000—2002)
- Адріан Ламберт — бас, бек-вокал (2002—2005)
- Фредерік Леклерк — бас, бек-вокал (2006—2019; туровий учасник 2005—2006)
- Стів Вільямс — клавіатура, клавітара (1999—2000)
- Вадим Пружанов — клавіатура, клавітара, синтезатор, терменвокс, бек-вокал (2001—2018)
- Матей Сетінц — барабани, перкусія (1999)
- Дідьє Альмузні — барабани, перкусія (1999—2003)
- Дейв Макінтош — барабани, перкусія, бек-вокал (2003—2014)

## Дискографія
- Valley Of The Damned (2003)
- Sonic Firestorm (2004)
- Inhuman Rampage (2006)
- Ulta Beatdown (2008)
- Twilight Dementia (2010)
- The Power Within (2012)
- Maximum Overload (2014)
- Reaching into Infinity (2017)
- Extreme Power Metal (2019)

## Відеокліпи
- «Through the Fire and Flames» (2006) з альбому Inhuman Rampage
- «Operation Ground and Pound» (2006) з альбому Inhuman Rampage
- «Heroes Of Our Time» (2008) з альбому Ultra Beatdown
- «The Last Journey Home» (2009) з альбому Ultra Beatdown
- «Cry Thunder» (2012) з альбому The Power Within
- «Seasons» (2012) з альбому The Power Within
- «The Game» (2014) з альбому Maximum Overload
- «Ashes of the Dawn» (2017) з альбому Reaching Into Infinity
- «Midnight Madness» (2017) з альбому Reaching Into Infinity
- «Highway to Oblivion» (2019) з альбому Extreme Power Metal
- «Heart Demolition» (2019) з альбому Extreme Power Metal